# Orfeo Tamburi

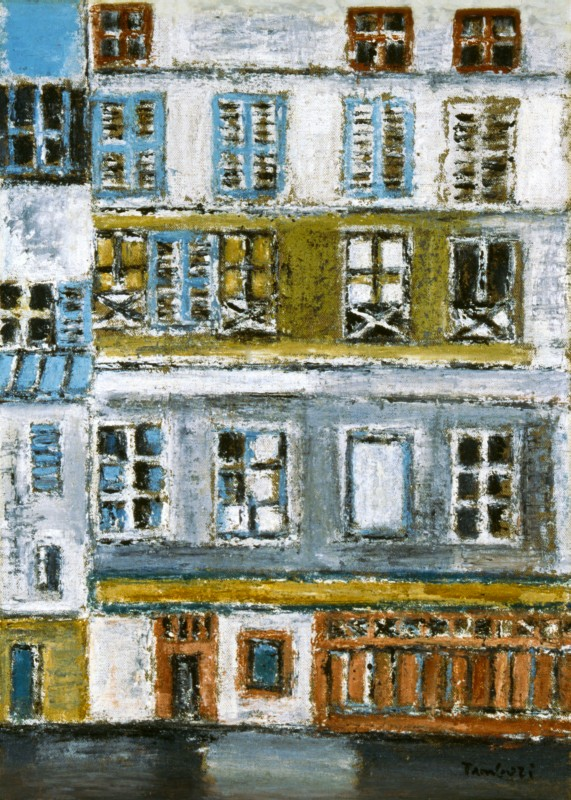
Tetti a Parigi, 1955 ca. (Fondazione Cariplo)

Orfeo Tamburi (Jesi, 28 maggio 1910 – Ermont, 15 giugno 1994) è stato un pittore italiano.

## Biografia
Nacque da Rodolfo Tamburi, barbiere, e Rosa Papa, sarta e casalinga.
Dopo essersi diplomato nel 1926 all'Istituto tecnico, con una borsa di studio si iscrive nel 1927 ad un Liceo Artistico di Roma; in seguito compie gli studi presso l'Accademia di Belle Arti di Roma e nel 1936 si reca per la prima volta a Parigi dove entra in contatto con alcuni dei pittori più importanti dell'epoca e scopre la pittura di Paul Cézanne.
Tornato in Italia collabora con dei teatri romani e gli viene commissionata la decorazione dell'atrio del teatro EUR; partecipa alla Quadriennale di Roma e l'anno successivo alla Biennale di Venezia dove ha l'opportunità di conoscere lo scrittore Curzio Malaparte.
Negli anni successivi continua a partecipare sia alla Quadriennale di Roma che alla Biennale di Venezia allestendo nel contempo mostre personali nelle più importanti città d'Italia.
Alla fine della seconda guerra mondiale torna a Parigi e da qui estende la sua attività partecipando a mostre personali in Belgio, Francia, Svizzera e Paesi Bassi.
Nel 1949-1950, Tamburi aderì al progetto della importante collezione Verzocchi, sul tema del lavoro, inviando, oltre ad un autoritratto, l'opera La fornace. La collezione Verzocchi è attualmente conservata presso la Pinacoteca Civica di Forlì.
Nel 1952 ebbe anche una breve ed isolata esperienza da attore cinematografico interpretando, per la regia di Roberto Rossellini, l'episodio "Invidia" del film "I sette peccati capitali".
Rientrato in Italia continua ad esporre nelle più importanti città della penisola e fra il 1955 e il 1956 viaggia negli Stati Uniti dove espone a Los Angeles, San Francisco e New York presso importanti musei. Lavora come inviato della rivista americana "Fortune" con il compito di ritrarre importanti città americane. 
Tornato in Europa continua a viaggiare visitando per la prima volta Londra nel 1960 per poi visitare la Grecia e l'Austria. In questo periodo allestisce un numero sempre maggiore di mostre in tutte le più importanti città italiane.
Nel 1963-64 espone alla mostra Peintures italiennes d'aujourd'hui, organizzata in Medio Oriente e in Nordafrica. Nel '64 dona numerose opere alla pinacoteca civica di Jesi e nel '69 fonda il premio "Rosa Papa Tamburi".
Nel 1975 pubblica il "Quaderno del Pittore".
Con l'avanzare degli anni dirada i suoi viaggi ma continua ad esporre le sue opere nelle più importanti gallerie d'Italia a Milano, Roma, Firenze e Venezia.
Nel 1994 muore a Ermont, dove si era trasferito negli ultimi anni della sua vita.

## Opere
- Piccola Roma. Con una poesia d'occasione di Ungaretti, Roma, Urbinati Editore, 1944.
- La modella, 1942. Orfeo Tamburi l'opera dipinta 1931/1948, Edicigno 1983
- La fornace, Forlì, 1949-1950.
- Il pane, 1960.
- Incontri, Bari, Adriatica Editrice, 1965.
- Itinerari: America '57, Verona, Edizioni Ghelfi, 1970.
- Quaderno del pittore, Edizioni Ghelfi Verona, Verona, Tipografia Editoriale Aldo Manuzio, 1975.
- Malaparte come me (Malaparte à contre-jour, 1979), Introduzione di Indro Montanelli, Milano, Editoriale nuova, 1980.

## Orfeo Tamburi nei musei
- Museo civico e della mail art di Montecarotto (AN)
- Museo nazionale d'Abruzzo sez. d'arte del novecento dell'Aquila
- Pinacoteca civica e Galleria d'Arte contemporanea  di Jesi (AN)
- Collezione Verzocchi, nel Palazzo Romagnoli, a Forlì
- Museo Palazzo Ricci, Macerata